# Everett B. Cole
Everett Bush Cole (geboren am 17. April 1910 in Jamestown, New York; gestorben am 21. August 2001 in Texas) war ein amerikanischer Science-Fiction-Autor.

## Leben
Cole war der Sohn von Alice Grace und John William Cole. Er wurde Berufssoldat bei der US Army, kämpfte im Zweiten Weltkrieg bei der Landung in der Normandie 1944 am Omaha Beach und im Pazifik. Nach dem Krieg war er als Offizier einer Instandhaltungseinheit in Fort Douglas, Utah stationiert. 1960 nahm er seinen Abschied, studierte Mathematik und Physik und machte 1964 seinen Abschluss als B. S. mit Auszeichnung. Anschließend unterrichtete Cole bis zu seinem Ruhestand Mitte der 1970er Jahre Mathematik, Physik und Chemie an der High School in Yorktown, Texas.
Coles erste SF-Erzählung Philosophical Corps erschien 1951 in dem SF-Magazin Astounding Science Fiction als Serie, welcher bis 1970 drei weitere Storys folgten. Die Erzählungen der Philosophical-Corps-Serie erschienen 1961 gesammelt als Fix-up bei Gnome Press.
Im Jahr 1959 wurde ebenfalls bei Astounding der Roman The Best Made Plans erstabgedruckt, der 2008 und 2016 auch in Buchform erschien. Neben seinen SF-Werken war Cole Autor mehrerer lokalhistorischer Bücher über Texas.
Cole war verheiratet mit Joy Marie Waddell und hatte mit ihr drei Kinder.
Er starb 2001 in Texas bei einem Autounfall auf der Fahrt zwischen Yorktown und Victoria. Zusammen mit seiner 1971 verstorbenen Frau ist er auf dem Fort Sam Houston National Cemetery in San Antonio bestattet.

## Bibliografie
Philosophical Corps (Kurzgeschichten)
- Philosophical Corps (in: Astounding Science Fiction, March 1951)
- These Shall Not Be Lost (in: Astounding Science Fiction, January 1953)
- Fighting Philosopher (in: Astounding Science Fiction, April 1954)
  - Deutsch: Verbotene Welten. Übersetzt von Bodo Baumann. In: Walter Spiegl (Hrsg.): Science-Fiction-Stories 4. Ullstein 2000 #4 (2791), 1972, ISBN 3-548-02791-1.
- The Players (Kurzroman in: Astounding Science Fiction, April 1955)
- The Philosophical Corps (Fix-up-Roman, 1961)
- Here, There Be Witches (in: Analog Science Fiction/Science Fact, April 1970)

Romane
- The Best Made Plans (2 Teile in: Astounding Science Fiction, November 1959  ff.)

Sammlungen
- The Best Made Plans and Other Science Fiction Stories (2011)

Kurzgeschichten
1953:
- Exile (1953)
  - Deutsch: Die Störung. Übersetzt von Bodo Baumann. In: Walter Spiegl (Hrsg.): SF-Stories 3. Ullstein 2000 #2782, 1970, ISBN 3-548-02782-2.

1954:
- The Deviant (in: Astounding Science Fiction, October 1954)

1955:
- Millennium (in: Astounding Science Fiction, May 1955)
  - Deutsch: Macht in falschen Händen. Übersetzt von Heinz F. Kliem. In: Walter Spiegl (Hrsg.): Science-Fiction-Stories 9. Ullstein 2000 #13 (2853), 1971, ISBN 3-548-02853-5.
- Final Weapon (in: Astounding Science Fiction, June 1955)

1956:
- Indirection (in: Astounding Science Fiction, January 1956)
- The Missionaries (in: Astounding Science Fiction, May 1956)
  - Deutsch: Die Missionare. Übersetzt von Heinz Nagel. In: Walter Spiegl (Hrsg.): Science-Fiction-Stories 16. Ullstein 2000 #28 (2899), 1972, ISBN 3-548-02899-3.

1960:
- Alarm Clock (in: Astounding/Analog Science Fact & Fiction, September 1960)

1961:
- The Weakling (in: Analog Science Fact → Fiction, February 1961)

Sachliteratur
- The History and Heritage of Goliad County (1983)
- Yorktown, Texas : It’s History, 1848–1989 (1989)